# سليمان تيهيتش
سليمان تيهيتش (بالبوسنية: Sulejman Tihić) في الفترة (26 نوفمبر 1951 - 25 سبتمبر 2014) هو سياسي بوسني، وعضو بارز في حزب العمل الديمقراطي.

## النشأة
ولد تيهيتش في بلدة بوزانسكي شاماتش في شمال البوسنة والهرسك، ثم حصل على الشهادة الجامعية من كلية الحقوق في جامعة سراييفو في عام 1975، بعدها عاد تيهيتش إلى بوزانسكي شاماتش حيث عمل قاضيًا، ثم مدعي عام ومحامي.

## حياته السياسية
في عام 1990 كان تيهيتش واحد من الأعضاء المؤسسين لحزب العمل الديمقراطي (SDA)، في 13 أكتوبر 2001 تم اختياره لخلافة علي عزت بيغوفيتش كرئيس لحزب حزب العمل الديمقراطي، خاض انتخابات مجلس الرئاسة البوسني في يوم 5 أكتوبر 2002، وفاز بمقعد البوشناق في المجلس، ثم فاز في الانتخابات مرة أخرى في عام 2005، وكان رئيس مجلس الشعب البوسني في الفترة من 14 نوفمبر 2007 إلى 14 يوليو 2008.

## الحرب البوسنية
عندما بدأت الحرب في البوسنة والهرسك في شهر أبريل عام 1992، تم القاء القبض على تيهيتش من قبل الجنود الصرب، وتعرض للتعذيب في ثلاث معسكرات للاعتقال في البوسنة (معسكر بوزانسكي ساماتش ومعسكر بركو ومعسكر بييلينا) قبل نقله بطائرة هليكوبتر إلى حي باتاجنيكا في بلغراد عاصمة صربيا، ثم تعرض للتعذيب مرةً أخرى في معسكرات الاعتقال في سريمسكا ميتروفيتسا.

## المرض والموت
كان تيهيتش يعاني من ورم في القولون، وأجريت له عملية جراحية لإزالته في يناير 2008 في ليوبليانا سلوفينيا، وفي 30 سبتمبر 2013 تم الإعلان على أن تيهيتش قد تم تشخيصه بإصابته بمرض السرطان، وخضع لجراحة في ألمانيا يوم 4 أكتوبر 2013، وأعرب الأطباء عن ارتياحهم لشفائه، وفي 22 أغسطس من عام 2014 أدخل تيهيتش مستشفى جامعة سراييفو، وتوفي هناك في 25 سبتمبر عام 2014، ودفن في مقبرة المسجد الأبيض في مسقط رأسه بوزانسكي شاماتش بعد يومين من وفاته.